# Tipano
Tipano è una frazione di Cesena, in provincia di Forlì-Cesena.

## Geografia fisica
Confina con le frazioni di Borgo Paglia, San Mauro in valle, Settecrociari e San Vittore. A circa 400m, sulla strada verso Paderno, comprende il sobborgo Le Aie.

## Monumenti e luoghi d'interesse
- Chiesa di San Bartolomeo Apostolo, di origine romanica (risalente all'incirca all'anno 1000 d.C.).